# Carex quadriflora
Espèce
Classification phylogénétique
Carex quadriflora est une espèce de plantes du genre Carex et de la famille des Cyperaceae.